# Nephew
Nephew is een Deense rockband die in 1996 in Aarhus werd opgericht. In 1997 bereikte de band, toen nog een kwartet, de halve finales van het Deense rockkampioenschap. Een platencontract bleef uit en bassist Jonas Juul Jeppesen verliet de band. Hij werd vervangen door Kasper Toustrup. In 2000 verscheen het debuutalbum Swimming time op het kleine label Martian Records. In 2001 vond de band het welletjes en ze gaven hun afscheidsconcert in Duitsland. Later besloten ze om toch door te gaan en werd er aan nieuw materiaal gewerkt. In 2004 brak de band door in eigen land met het lied Movieclip. Nog hetzelfde jaar volgde een contract met Copenhagen Records. Het tweede studioalbum USADSB werd uitgebracht in 2005. Het album werd in eigen land 40.000x verkocht en haalde daarmee platina. In 2006 verscheen Interkom kom ind. Een jaar later werden een livealbum en -dvd uitgebracht waarvan het materiaal was opgenomen tijdens het Roskilde Festival. In 2009 kwam DanmarkDanmark uit op cd, vinyl en dvd. In 2012 volgde het album  Hjertestarter. Ring—I—Ring uit 2018 bevat het lied Rejsekammerater dat in samenwerking met het Deense hiphopduo Nik & Jay is opgenomen.